# Chungnam Asan FC
Chungnam Asan FC ist ein Fußballfranchise aus der Stadt Asan in Südkorea. Der Verein spielt in der K League 2, der zweithöchsten Spielklasse Südkoreas.

## Geschichte

### Vorgeschichte (2017–2019)
Ende 2016 endete die Zusammenarbeit der Stadt Ansan mit der Sportabteilung der Polizei und Ansan Mugunghwa FC. Anfang 2017 gab die Stadt Asan bekannt, dass sie mit der Sportabteilung der Polizei eine Kooperation eingegangen ist, woraufhin der neue Polizeiverein Asan Mugunghwa FC gegründet wurde. Im September 2018 gab die Sportliche Abteilung der Polizei bekannt, dass man keine wehrpflichtigen Spieler mehr nach Asan holen wird und stattdessen die Polizeimannschaft auflösen wird. Nach Saisonende 2018 gab die Stadtverwaltung Asans bekannt, den Polizeiverein in einen städtischen Verein umwandeln und weiter betreiben zu wollen. Die Umwandlung sollte Ende 2019 erfolgen. Nach Ende der Spielzeit 2019 stieg die Sportabteilung der Polizei wie vereinbart aus und stattdessen übernahmen die städtische Verwaltung sowie die Provinzregierung die Verwaltung des Vereins. Am 27. Dezember 2019 wurde der neue Verein samt Logo vorgestellt.

### Gründung (2020)
Als erster Trainer des Vereins wurde der bis zuletzt bei Mugunghwa angestellte Trainer, Park Dong-hyeok vorgestellt. Mit dem Österreicher Armin Mujakic wurde der erste ausländische Fußballspieler in Asan Anfang Januar vorgestellt.

### Historie-Übersicht
| Saison | Liga       | Kl. | Vereine | Spiele | Pl. | S  | U  | N  | Tore  | Pkt. | KFA Cup       | K-League-Play-Off  | Trainer         |
| 2020   | K League 2 | 2   | 10      | 27     | 10. | 5  | 7  | 15 | 20:40 | 22   | 3. Hauptrunde | Nicht qualifiziert | Park Dong-hyeok |
| 2021   | K League 2 | 2   | 10      | 36     | 8.  | 11 | 8  | 17 | 38:41 | 41   | Achtelfinale  | Nicht qualifiziert | Park Dong-hyeok |
| 2022   | K League 2 | 2   | 11      | 40     | 6.  | 13 | 13 | 14 | 39:44 | 52   | 3. Hauptrunde | Nicht qualifiziert | Park Dong-hyeok |

## Stadion

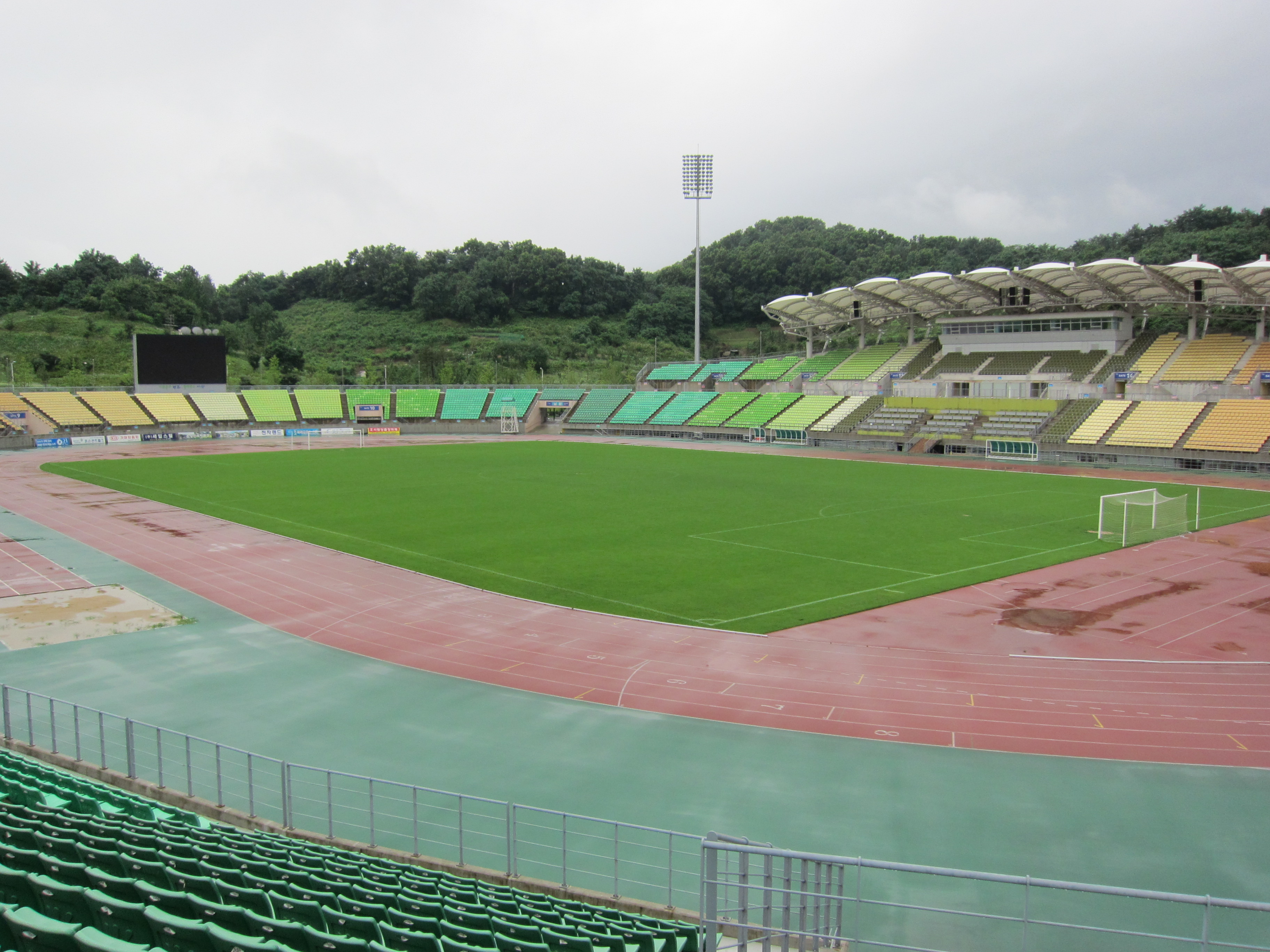
Yi-Sun-shin-Sportstadion

Der Verein trägt seine Heimspiele seit seiner Gründung im 2008 eröffneten Yi-Sun-shin-Sportstadion aus.

## Fanszene
Die Fanszene besteht aus einer aktiven Fangruppierung, der Armada in Asan (AiA), welche 2017 mit der Gründung von Asan Mugunghwa FC ebenfalls gegründet wurde. Sie besteht aus ca. 100 aktiven Fans.